# Pedro Araya Ortiz
Pedro Pablo Araya Ortiz (Antofagasta, 11 de julio de 1929-Santiago, 24 de julio de 2003) fue un obrero y dirigente político chileno.

## Biografía
Nació en 1929, hijo de Rigoberto Araya Ochoa y de Sara Ortiz Rojas. Se casó con Juana Guerrero Yáñez, con quien tuvo tres hijos, Pedro Araya Guerrero, Jaime Araya Guerrero y Carlos Araya Guerrero. Pedro Araya falleció en Santiago, el 24 de julio de 2003.
Estudió en el Liceo de Antofagasta. Luego, se dedicó a trabajar como obrero de construcción, trabajando para Álvarez y Cía. (1956-1957), Modesto Collados (1957), Edmundo Pérez Zujovic (1958-1961) y Neven Ilc (1961-1962). Posteriormente fue funcionario de la Consejería de Promoción Popular (1965-1967).
Tras permanecer diecisiete días internado en el Hospital Clínico de la Pontificia Universidad Católica de Chile, Pedro Araya Ortiz falleció en la mañana del 24 de julio de 2003, víctima de una infección pulmonar. Su cuerpo descansa en el Cementerio General N.º 2 de Antofagasta.

## Carrera política
Inició sus actividades políticas ligadas a su ocupación laboral. Mientras trabajó en esas empresas, fue parte del Sindicato de la Construcción. Se interesó por mejorar la organización en las poblaciones. De este modo, se incorporó al Partido Demócrata Cristiano y colaboró en los puestos de Director Comunal y Provincial del Departamento de Pobladores; de delegado de la Junta Comunal ante la Junta Provincial y como Consejero Provincial. 
Fue regidor de la Ilustre Municipalidad de Antofagasta (1967-1969).
Fue elegido diputado de la agrupación departamental de Antofagasta, Tocopilla, El Loa y Taltal, para el período legislativo 1969-1973. Formó parte de la Comisión permanente de Salud Pública, de la Comisión de Vivienda y Urbanismo y de la Comisión de Obras Públicas.
Posteriormente fue reelecto por el mismo distrito para el período 1973-1977, participó de la Comisión permanente de Vivienda y Urbanismo. Tras el Golpe de Estado del 11 de septiembre de 1973, fue destituido del cargo por la disolución del Congreso Nacional.
Durante el régimen militar se opuso desde un primer momento a la dictadura de Pinochet. Formó en el norte grupos de demócratas, pero fueron rápidamente disueltos por las autoridades militares del país.[cita requerida] Producto de su oposición al régimen militar y por defender a cientos de personas que eran perseguidas por las autoridades de gobierno, fue detenido y torturado en la Base Aérea de Cerro Moreno en Antofagasta y posteriormente fue trasladado a otro centro de detención en Santiago llamado Cuatro Álamos.
Cuando recuperó su libertad no quiso abandonar el país pese a los numerosos ofrecimientos que le hicieron gobiernos de otros países, ya que su caso fue muy emblemático en materia de Derechos Humanos. El prefirió quedarse en Chile y seguir luchando por recuperar la democracia, por lo que siguió organizando la oposición al régimen del general Pinochet.[cita requerida]
El 28 de junio de 1992, fue elegido alcalde de la Ilustre Municipalidad de Antofagasta, siendo reelegido en las elecciones de los años 1996 y 2000 con una alta mayoría de votación. Como alcalde de Antofagasta destaca por haber realizado grandes obras que permitieron modernizar la ciudad, entre otras destaca la remodelación de la Plaza Colón, la Plaza del Mercado y el mejoramiento del borde costero de la ciudad.

## Historial electoral

### Elecciones parlamentarias de 1969
- Elecciones Parlamentarias de 1969 para la 2ª Agrupación Departamental, Antofagasta.[2]

### Elecciones parlamentarias de 1973
- Elecciones parlamentarias de 1973 - Diputados para la 2° Agrupación Departamental (Antofagasta, Tocopilla, El Loa y Taltal)

### Elecciones municipales de 1992
- Elecciones municipales de 1992, por la alcaldía de Antofagasta[3]

### Elecciones municipales de 1996
- Elecciones municipales de 1996, por la alcaldía de Antofagasta[4]

### Elecciones municipales de 2000
- Elecciones municipales de 2000, por la alcaldía de Antofagasta[5]

| Predecesor: Juan Floreal Recabarren | Alcalde de Antofagasta 1992—2003 | Sucesor: Daniel Adaro |